# Souimanga fuligineux
Cinnyris fuscus
Espèce
Statut de conservation UICN

 LC  : Préoccupation mineure
Synonymes
- Nectarinia fusca

Le souimanga fuligineux ( Cinnyris fuscus ), anciennement connu sous les noms souimanga namaquois et sucrier namaquois est un oiseau originaire d'Afrique australe, décrit par Louis-Pierre Vieillot en 1819 qui appartient à la famille des Nectariniidae.

## Description
Cette espèce a été décrite en 1819 par Vieillot. Les oiseaux de cette espèce mesurent environ 8 cm pour un poids d'environ 11 g. Les parties supérieures de cet oiseau sont d'un brun irisé, avec un ventre pâle et des taches orange près des épaules, taches qui sont parfois cachées. Les rémiges et les rectrices sont noirâtre, la gorge est violette avec des reflets bleus,. Les parties supérieures de la femelle sont plus foncées tandis que le bas du ventre est plus clair.

## Répartition et habitat

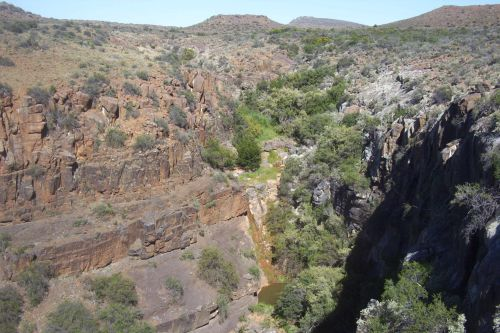
Vue aérienne du Karoo, l'un des habitats privilégiés par le souimanga fuligineux

Cet oiseau se trouve dans la savane aride, les fourrés et les arbustes (par exemple dans le désert du Karoo ) et possède une aire de répartition extrêmement large, passant par l'Angola, le Botswana, la Namibie et par l'Afrique du Sud.

## Comportement
L'espèce est nomade et peut pénétrer en grand nombre dans des zones où elle est normalement irrégulière, souvent en dehors de son aire de répartition.

### Reproduction
Le nid est construit uniquement par la femelle en environ une semaine. Il composé d'une structure de  ovale avec une entrée supérieure latérale faite d'herbe sèche, de fibres végétales, de feuilles sèches et d'écorce, liées avec une toile d'araignée. La femelle ajoute parfois de la laine pour construire le nid, tapissant l'intérieur de fibres de graines douces et de poils d'animaux. Elle attache généralement l'arrière du nid, à l'aide d'une toile d'araignée, aux branches d'un arbuste ou d'un arbre ou bien entre les épines de cactus du genre Opuntia. Les œufs sont pondus après les précipitations, généralement dans la période de juin à mars. La femelle pond 2-3 œufs, qu'elle sera seule à incuber uniquement pendant environ 12-13 jours. Les poussins sont couvés uniquement par la femelle mais sont nourris par les deux adultes. Les poussins quittent le nid après environ 13-15 jours. Les nids sont parasités par le coucou de Klass.

## Alimentation

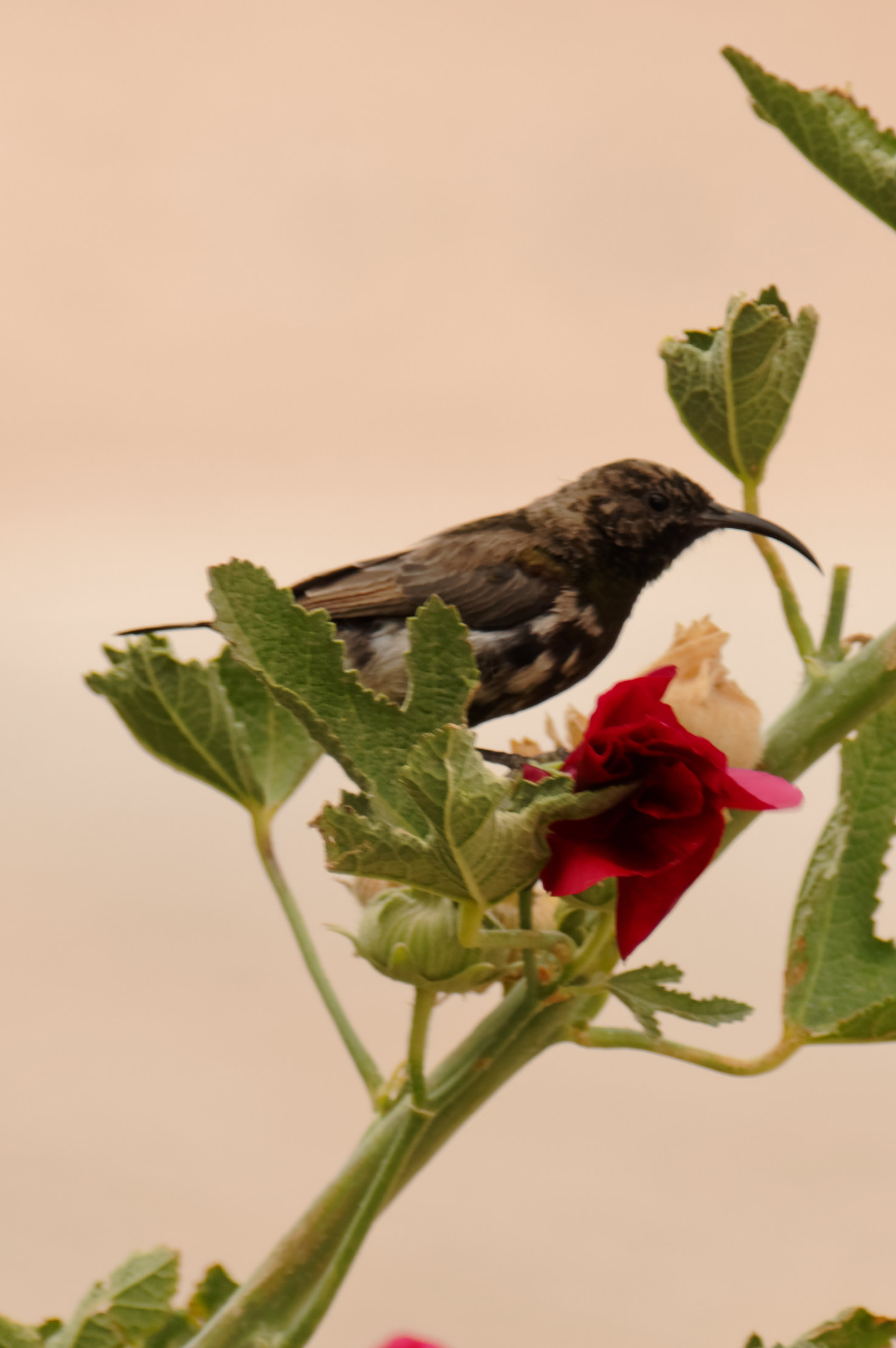
Souimanga fuligineux

Cette espèce se nourrit principalement de petits insectes, d’arthropode et de nectar.